# Stockberg
Stockberg är en bergstopp i Schweiz.   Den ligger i distriktet Wahlkreis Toggenburg och kantonen Sankt Gallen, i den östra delen av landet, 140 km öster om huvudstaden Bern. Toppen på Stockberg är 1 781 meter över havet, eller 327 meter över den omgivande terrängen. Bredden vid basen är 1,9 km.
Terrängen runt Stockberg är kuperad åt nordväst, men åt sydost är den bergig. Runt Stockberg är det ganska tätbefolkat, med 62 invånare per kvadratkilometer.. Närmaste större samhälle är Herisau, 17,7 km norr om Stockberg. 
I omgivningarna runt Stockberg växer i huvudsak blandskog.